# Bartball
Bartball (v anglickém originále MoneyBART) je 3. díl 22. řady (celkem 467.) amerického animovaného seriálu Simpsonovi. Scénář napsal Tim Long a díl režírovala Nancy Kruseová. V USA měl premiéru dne 10. října 2010 na stanici Fox Broadcasting Company a v Česku byl poprvé vysílán 26. května 2011 na stanici Prima Cool.

## Děj
Návštěva Dahlie Brinkleyové, jediné absolventky Springfieldské základní školy, která se kdy dostala na vysokou školu Ivy League, vyvolá v Líze těžký komplex méněcennosti, protože se účastní jen velmi málo mimoškolních aktivit. Když Ned Flanders odstoupí z funkce trenéra Bartova týmu Springfieldských Izototů, Líza se chopí příležitosti rozšířit svůj životopis a místo přijme. Protože o baseballu nic neví, hledá radu u návštěvníků Vočkovy hospody, kteří ji nasměrují na profesora Frinka a jeho vědecké kolegy. Od nich se dozvídá o sabermetrice a pomocí této vědy organizuje strategii Izototů; díky tomu se jejich výsledky rychle zlepšují a stoupají v ligové tabulce. Bart se však nakonec proti jejímu vedení vzbouří s tím, že ho připravila o veškerou zábavu, a odpálí homerun navzdory jejímu příkazu, aby neodpaloval. Izototi vyhrají zápas, ale Líza Barta za jeho nekázeň vyhodí z týmu. 
Vyhazov vyvolá v domácnosti Simpsonových napětí, přičemž Homer se postaví na stranu Lízy a Marge na stranu Barta. Homer se domnívá, že Líza musí dělat to, co je dobré pro tým, zatímco Marge si myslí, že by měla dát přednost svému vztahu s Bartem. Pod Líziným vedením tým postoupí na šampionát proti hlavnímu městu. V den zápasu vezme Marge Barta do zábavního parku; zatímco jedou na horské dráze, Líza volá Bartovi, aby ho poprosila o pomoc, ale on ji odbyde. Mike Scioscia, manažer týmu Los Angeles Angels of Anaheim (a bývalý hráč softbalového týmu pana Burnse), se objeví na sedadlech za Marge a Bartem a řekne mu, že nejlepší hráči poslouchají své manažery, a poukáže na svá tři vítězství ve Světové sérii – dvě jako hráč, jedno jako manažer. Marge vezme Barta na zápas, který právě končí poslední směnou a Izototi prohrávají 11:10. Bart odloží stranou své neshody s Lízou a nabídne jí, že bude hrát pinch-run z první mety, pak ignoruje její znamení a získá druhou i třetí metu. Líza si uvědomí, že šance jsou výrazně proti němu, ale rozhodne se ignorovat čísla a přesto mu fandit. Na pálce je označen, což stojí Izototy účast na šampionátu, ale Líza mu poděkuje za to, že jí pomohl naučit se milovat baseball jako hru, a tým jim fandí, že vyřešili své neshody.

## Produkce
Epizodu napsal Tim Long, což je jeho druhý scenáristický počin v této řadě po Muzikálu ze základní, a režírovala ji Nancy Kruseová, přičemž jde o poslední díl Simpsonových v její režii. Mike Scioscia se v Simpsonových objevil podruhé. Poprvé se v seriálu objevil v epizodě Homer na pálce ze 3. řady v roce 1992, na kterou je v epizodě odkazováno. Baseballový sabermetrista Bill James se také objeví jako host v mluvícím obrázku na wiki.

### Úvodní pasáž
Přibližně první půlminuta úvodní pasáže zůstává stejná, s několika zvláštnostmi: slovo „Banksy“ je nastříkáno na řadu zdí a jiných veřejných prostranství; Krustyho billboard inzeruje, že nyní vystupuje na pohřbech (poprvé byl k vidění v dílu Jak to vlastně bylo aneb Zfalšované volby, ale tentokrát měl na sobě „Banksy“). Tabulový gag je napsán na stěnách třídy, hodinách, dveřích a podlaze.
Poté, co Simpsonovi dorazí domů, se kamera střihne na záběr na ně na gauči, pak se zvětší a ukáže to jako obraz visící na zdi fiktivní zámořské asijské dílny na výrobu animací a zboží. Barevnost animace se rychle změní na šedivou a hudba na dramatickou à la Schindlerův seznam. Velká skupina unavených a nemocných umělců kreslí animované cely pro Simpsonovy mezi hromadami lidských kostí a toxického odpadu a jedna z umělkyň podává bosému dětskému zaměstnanci animovaný celek, který on omývá v kádi s biologicky nebezpečnou tekutinou.
Kamera sleduje dolů do spodního patra budovy, kde jsou malá koťata házena do stroje typu drtičky dřeva, aby poskytla náplň pro Barta Simpsona jakožto hračky. Hračky jsou pak umístěny do vozíku taženého smutnou pandou, který řídí muž s bičem. Muž, jenž expeduje krabice s logem Simpsonových na boku, používá jazyk z useknuté delfíní hlavy, aby balíky zavřel. Jiný zaměstnanec používá roh nemocného jednorožce, aby rozbil otvory uprostřed DVD se Simpsonovými. Záběr se zvětší a odhalí, že sweatshop se nachází v ponuré verzi loga 20th Century Fox, obklopené ostnatým drátem, reflektory a strážní věží.

#### Vytvoření části
Britský graffiti umělec a politický aktivista Banksy se zasloužil o vytvoření úvodních titulků a gaučového gagu pro tuto epizodu, což se rovnalo prvnímu případu, kdy byl umělec přizván k tvorbě storyboardu seriálu. Výkonný producent Al Jean si Banksyho poprvé všiml po zhlédnutí jeho filmu Exit Through the Gift Shop z roku 2010. Jean uvedl: „Napadlo mě: ‚Co kdyby přišel tenhle graffiti umělec a upravil nám hlavní znělku?‘ “. Castingová režisérka Simpsonových Bonnie Pietilaová dokázala umělce kontaktovat prostřednictvím producentů filmu a zeptala se ho, zda by měl zájem napsat hlavní titulky pro seriál. Jean řekl, že Banksy „poslal zpět v podstatě na to, co jste viděli“. Tvůrce seriálu Matt Groening dal nápadu požehnání a pomohl se pokusit, aby se pasáž co nejvíce přiblížila Banksyho původním storyboardům. Oddělení standardů a postupů společnosti Fox požadovalo některé změny a Jean s nimi „kvůli vkusu“ souhlasil; Jean řekl, že „95 % je přesně tak, jak chtěl on (Banksy)“, ale odmítl říct, co bylo v cenzurovaných 5 %, pouze řekl, že původní verze byla „ještě trochu smutnější“. V lednu 2011 Banksy zveřejnil původní storyboard na svých webových stránkách.
Storyboardy jsou vytvořeny ve společnosti Film Roman, která sídlí v Kalifornii. Storyboardy, hlasové stopy a pokyny k vybarvení jsou poté zaslány společnosti AKOM v Soulu v Jižní Koreji. Podle Nelsona Shina, zakladatele společnosti AKOM, obdrželi storyboard pro tuto pasáž v srpnu 2010. Domníval se, že část je „přehnaná a urážlivá“, a prosadil odstranění některých temnějších vtipů. Byl úspěšný, i když „zdaleka ne tolik, jak požadoval“. Například na storyboardech měli dělníci na hlavách kuželovité asijské klobouky, ty však byly odstraněny.
Banksy řekl deníku The Guardian, že jeho úvodní pasáž byla ovlivněna dlouholetým využíváním animačních studií Simpsonových v jihokorejském Soulu. Noviny také uvedly, že vytvoření části „bylo prý jedním z nejpřísněji střežených tajemství v americké televizi – srovnatelné s utajováním Banksyho vlastní identity“.
Zpravodajský server BBC News uvedl, že podle Banksyho „vedl jeho storyboard ke zpoždění, sporům o vysílací standardy a hrozbě odchodu ze strany animačního oddělení“. Al Jean to však zpochybnil a řekl: „(Animační oddělení) neodcházelo. To samozřejmě neudělali. Již dříve jsme zobrazovali podmínky ve fantaskním světle.“. V komentáři k najmutí Banksyho na vytvoření titulků Jean zažertoval: „Takhle to dopadá, když zadáte práci externímu dodavateli.“. Ačkoli připustil skutečnost, že Simpsonovi jsou z velké části animováni v Jižní Koreji, Jean dále uvedl, že scény zobrazené v titulcích jsou „velmi fantaskní, přitažené za vlasy. Nic z toho, co zobrazuje, není pravda. Toto tvrzení by mělo být samozřejmé, ale já ho důrazně prohlásím.“

## Kulturní odkazy
Název dílu je hříčkou s knihou Michaela M. Lewise Moneyball, která se zabývá využitím sabermetriky v roce 2002 v týmu Oakland Athletics k vybudování konkurenceschopného baseballového týmu; kniha byla v roce 2011, rok po odvysílání této epizody, zfilmována a nominována na Oscara. Vočko lituje svého rozhodnutí inzerovat své nápojové speciality v časopise Scientific American, což vedlo k příchodu Frinka a spol.

## Přijetí
V původním americkém vysílání 10. října 2010 se na díl dívalo podle agentury Nielsen Media Research 6,74 milionu diváků, což znamenalo rating 3,0/8 mezi dospělými ve věku 18 až 49 let, čímž seriály Cleveland show a Americký táta porazily Simpsonovy v demografické skupině i v celkovém počtu diváků, a díl se tak umístil na třetím místě ve svém vysílacím čase. Epizoda zaznamenala 29% pokles v demografické skupině oproti předchozímu dílu Dědíme po dědovi.
Epizoda získala příznivé recenze. 
Brad Trechak z TV Squad se o epizodě vyjádřil následovně: „Nakonec byl začátek a konec epizody opravdu dobrý, ale prostředek se tak trochu vlekl.“.
Eric Hochburger z TV Fanatic kritizoval cameo Mikea Scioscii, nicméně uvedl, že „ačkoli tento díl nikdy nenahradí naši nejoblíbenější baseballovou epizodu Simpsonových Homer na pálce, rozhodně v něm bylo dost skvělých vtipů a dostatečně silný příběh se srdcem, aby nás pobavil“.
Rowan Kaiser z The A.V. Clubu pozitivně přirovnal epizodu k Líze – posile mužstva, i když také kritizoval Sciosciovo cameo a označil ho za „trapné“. Na závěr udělil dílu hodnocení A−.
Úvodní pasáž se setkala s obecně smíšeným ohlasem. 
Nelson Shin, zakladatel korejské společnosti AKOM, která Simpsonovy animuje, uvedl, že on a jeho zaměstnanci skutečně protestovali proti tomu, že byli požádáni o animaci této pasáže. Shin uvedl, že část naznačuje, že animátoři pracují ve sweatshopech, ale ve skutečnosti pracují v „high-tech dílnách“. Dodal: „Většina obsahu se týkala ponižování lidí z Koreje, Číny, Mexika a Vietnamu. Pokud chce Banksy tyto věci kritizovat… Doporučuji mu, aby si o tom nejprve zjistil více informací.“.
Colby Hall ze serveru Mediaite označil část za „dechberoucí kritiku globálního korporátního licencování, vykořisťování pracovníků a přehnané bezútěšnosti toho, jak západní mediální společnosti (v tomto případě 20th Century Fox) využívají outsourcované pracovní síly v rozvojových zemích“.
Melissa Bellová z deníku The Washington Post se domnívala, že Banksyho titulky pomohly oživit „ostří“ Simpsonových, ale po „drásavém úvodu se seriál vrátil ke své obvyklé rutině hostujících cameí, sebereferenčních vtipů a styčných dějových linií“.
Marlow Riley z MTV napsal, že úvod je „jako satira trochu přehnaný. Šokující je, že Fox pustil Banksyho odvážnou kritiku outsourcingu, Simpsonových a norem a podmínek lidských práv, které lidé v zemích prvního světa akceptují. Je to nepříjemné a temné a není to to, co se očekává od moderních Simpsonových, kteří se skládají hlavně z vtipů typu ‚Homer si ubližuje‘.“